# Флаг Андроповского муниципального округа
Флаг Андроповского муниципального округа Ставропольского края Российской Федерации — опознавательно-правовой знак, составленный и употребляемый в соответствии с вексиллологическими правилами, служащий одним из официальных символов муниципального образования.
Первоначально был утверждён 25 декабря 2015 года как флаг Андроповского муниципального района. Внесён в Государственный геральдический регистр Российской Федерации с присвоением регистрационного номера 10762.
26 марта 2021 года переутверждён как флаг Андроповского муниципального округа.

## Описание и обоснование символики
Прямоугольное полотнище с соотношением ширины к длине 2:3, состоящее из двух равновеликих вертикальных полос: голубого (у древка) и красного цветов, в центре которого — венок жёлтого цвета, образованный внизу и по сторонам — двумя пшеничными колосьями, вверху — дубовыми листьями, поверх которого — звезда жёлтого цвета о восьми лучах (вертикальные и горизонтальные лучи — длинные, диагональные — короткие).
В символике флага отражены основные природно-географические и исторические особенности муниципального образования. Венок из колосьев олицетворяет особенности истории и экономики округа, одним из основных направлений хозяйственной деятельности которого издавна является производство зерна. Звезда с четырьмя лучами («роза ветров») символизирует расположение округа в системе географических координат, его открытость четырём сторонам света и соединение с общемировым пространством благодаря местным природно-географическим особенностям. К последним относятся Кубано-Суркульская низменность, пересекающая территорию муниципального образования в направлении с востока на запад и отделяющая Ставропольскую возвышенность от предгорий Северного Кавказа, и так называемый Армавирский ветровой коридор, соприкасающийся с воздушными массами, перемещающимися между Кавказскими горами и Восточно-Европейской равниной. Кроме того, в древности по данной территории проходило русло реки пра-Кубани, разветвлявшееся здесь на два рукава, один из которых направлялся к Каспийскому морю, а другой — к Чёрному.
Жёлтый цвет символизирует просвещение, мужское начало, неподверженность порче, мудрость, стойкость, честь, богатство, свет, озарение, гармонию и истину.
Красный цвет символизирует веру, великомученничество, зенит цвета, воинственность, достоинство, мужество, силу, неустрашимость, упорство, великодушие, праздник и отвагу.
Голубой цвет символизирует истину, интеллект, откровение, мудрость, лояльность, верность, постоянство, непорочность, чистые побуждения, безупречную репутацию, широту души, благоразумие, благочестие, мир и созерцание, а также цвет Богородичных праздников.

## История флага

### Флаг 2004 года
Первый флаг Андроповского района, утверждённый 16 декабря 2004 года, имел такое описание:

Флаг Андроповского муниципального района Ставропольского края представляет собой прямоугольное полотнище с отношением ширины к длине 2: 3, разделённый на три части — жёлтую, прилегающую к древку в виде волнообразного треугольника с изображением на нём в цвете герба района; две синие, внешние в виде прямоугольных треугольников обрамляют жёлтую часть флага.
Жёлтый цвет олицетворял «цвет спелых нив, символизирующий богатство и плодородие», а синий — небо, воздух, возвышенные устремления, чистоту и мир.
Изображённый на флаге герб района был исполнен в форме французского гербового щита, рассечённого лазурью и червленью и окаймлённого белым узким поясом. Центральную часть щита обременяла окружённая венком из колосьев золотая звезда с четырьмя выступающими лучами, направленными относительно сторон света, которая олицетворяла важное геополитическое расположение района на юге России. Внизу под звездой располагалась золотая пластина с цифрами 1924 (год образования района). В правом верхнем углу звезды был помещён зелёный локомотив («символ исторического прошлого района»), а в левом верхнем углу — серебряный элеватор («символ стремления к изобилию и благополучию»).
26 сентября 2014 года, решением Совета Андроповского муниципального района № 15/160-3, принятым взамен утратившего силу решения № 3/20-1, были утверждены положения о гербе и флаге муниципального образования, предыдущее решение было признано утратившим силу и повторно утверждён первый флаг.
Принятый депутатами райсовета флаг нуждался в корректировке, поскольку не соответствовал правилам вексиллологии и имел неправильно составленное описание, что было отмечено ещё в 2001 году геральдической комиссией при губернаторе Ставропольского края, занимавшейся рассмотрением символики Андроповского района и выявившей в ней многочисленные нарушения. Замечания членов краевой геральдической комиссии также подтвердила экспертиза герба и флага района, проведённая в 2015 году Геральдическим советом при Президенте РФ. По заключению последнего символика района была отклонена как имеющая геральдические неточности и нарушающая законодательство о Флаге России.

### Флаг 2015 года
25 декабря 2015 года, решением Совета Андроповского муниципального района № 30/260-3, был утверждён новый, откорректированный флаг, исполненный ставропольским художником-геральдистом, членом Союза дизайнеров Сергеем Евгеньевичем Майоровым. Описание этого флага выглядело следующим образом:

Флаг представляет собой прямоугольное полотнище с соотношением ширины и длины 2:3, состоящее из двух равновеликих вертикальных полос: голубого (у древка) и красного цветов, в центре которого — жёлтый венок, образованный двумя жёлтыми колосьями, двумя дубовыми ветвями того же цвета, в центре которого жёлтая четырёхлучевая звезда.
20 февраля 2016 года приведённые в соответствие геральдическим правилам и получившие положительную оценку Геральдического совета при Президенте РФ герб и флаг района были внесены в Государственный геральдический регистр (герб под номером 10761, флаг под номером 10762).
В соответствии с требованиями Геральдического совета, решением Совета Андроповского муниципального района от 29 апреля 2016 года № 33/280−3 было изменено описание флага, которое стало соответствовать ранее утверждённому рисунку.
Описание флага района в новой редакции гласило:

Прямоугольное полотнище с соотношением ширины к длине 2:3, состоящее из двух равновеликих вертикальных полос: голубого (у древка) и красного цветов, в центре которого — венок жёлтого цвета, образованный внизу и по сторонам — двумя пшеничными колосьями, вверху — дубовыми листьями, поверх которого — звезда жёлтого цвета о восьми лучах (вертикальные и горизонтальные лучи — длинные, диагональные — короткие).
16 марта 2020 года все муниципальные образования Андроповского района были объединены в Андроповский муниципальный округ.
Решением Совета Андроповского муниципального округа от 24 марта 2021 года № 9/96-1 округ определён правопреемником герба и флага — официальных символов Андроповского муниципального района.